# Grallaria guatimalensis
Grallaria guatimalensis là một loài chim trong họ Grallariidae.